# Ар-Рахман (джамия)
„Ар-Рахман“ (на арабски: جامع الرحمن или مسجد الرحمن – „Милостивият“) е забележителна съвременна джамия в Халеб, Сирия.
Намира се на ул. „Фейсал“, близо до центъра на града. Открита е през 1978 г., макар че нейното строителство продължава до 1990-те години. Височината на джамията с минаретата е 75 метра.
Съществуват поне още 2 джамии с това име – в градовете Латакия и Банияс, също в Сирия, на Средиземно море. Тази джамия обаче е най-известната измежду тях поради нейния неповторим живописен вид.
Уникалната конструкция на джамията е построена по отличителен начин със съвременни средства въз основа на ислямската архитектура от епохата на първите ислямски култови съоръжения, като квадратните минарета.
Основната част от джамията е във формата на страници от свещения Коран, изписани със стихове от 55-а сура Ар-Рахман (на арабски език членуваната дума Ар-Рахман означава Милостивият, често използвана като епитет за Аллах).